# Canton de Liévin-Nord
Le canton de Liévin-Nord est un ancien canton français située dans le département du Pas-de-Calais et la région Nord-Pas-de-Calais.

## Géographie
Ce canton était organisé autour de Liévin dans l'arrondissement de Lens. Son altitude variait de 32 m (Liévin) à 80 m (Grenay) pour une altitude moyenne de 57 m.

## Histoire

Le canton de Liévin-Nord dans l'arrondissement de Lens

Le canton est créé en 1962 en divisant en deux le canton de Liévin. Il est composé d'une partie de la commune de Liévin, et des communes d'Angres, de Mazingarbe, de Grenay et de Nœux-les-Mines. Il intègre dès sa création l'arrondissement de Lens, nouvellement créé. Le canton est modifié en 1973, avec le retrait de la commune de Nœux-les-Mines, qui crée son propre canton avec certaines communes du canton de Cambrin, et devient rattaché à l'arrondissement de Béthune, et aussi par l'ajout de la commune d'Éleu-dit-Leauwette, auparavant rattachée à l'arrondissement d'Arras et au canton de Vimy. Le canton est supprimé en 1975 avec le rattachement de la totalité de Liévin au canton, devenant le canton de Liévin. 
Le canton est à nouveau créé en 1982 en divisant à nouveau en deux le canton de Liévin. Il comprend une partie de Liévin et les communes de Mazingarbe et de Grenay. En 1991, Mazingarbe quitte le canton de Liévin pour rejoindre celui de Bully-les-Mines. Il est a nouveau supprimé en 2015 à la suite du redécoupage cantonal de 2014. La commune de Liévin arrive dans le canton de Liévin, tandis que celle de Grenay dans le celui de Wingles.

## Représentation
| Période | Période          | Identité             | Étiquette    | Qualité |
| ------- | ---------------- | -------------------- | ------------ | --- |
| 1962    | 1981 (décès)     | Henri Darras         | SFIO puis PS | Instituteur Député (1958-1981) Président du conseil général (1979-1981) Maire de Liévin (1952-1981) Ancien conseiller général du Canton de Liévin (1945-1962) |
| 1981    | 1988 (démission) | Jean-Pierre Kucheida | PS           | Professeur certifié Député (1981-2012) Maire de Liévin (1981-2013) Président de la Communaupole de Lens-Liévin                                                |
| 1988    | 1994             | Michel Lardez        | PS           | Directeur d'école Adjoint au maire de Liévin |
| 1994    | 2008             | Daniel Breton        | PCF          | Professeur Maire de Grenay (1987-2008) |
| 2008    | 2015             | Michel Lardez        | PS           | Directeur d'école Adjoint au maire de Liévin |

## Composition

### 1962-1973
Entre 1962 et 1973, le canton compte 5 communes.
| Nom                | Code Insee | Intercommunalité                       | Superficie (km2) | Population (dernière pop. légale) | Densité (hab./km2) |
| ------------------ | ---------- | -------------------------------------- | ---------------- | --------------------------------- | ------------------ |
| Liévin (chef-lieu) | 62510      | CA de Lens-Liévin                      | 12,83            | 31 590 (2014)                     | 2 462              |
| Angres             | 62032      | CA de Lens-Liévin                      | 4,82             | 4 202 (2014)                      | 872                |
| Grenay             | 62386      | CA de Lens-Liévin                      | 3,22             | 6 906 (2014)                      | 2 145              |
| Mazingarbe         | 62563      | CA de Lens-Liévin                      | 10,29            | 7 856 (2014)                      | 763                |
| Nœux-les-Mines     | 62617      | CA de Béthune-Bruay, Artois-Lys Romane | 8,84             | 12 570 (2014)                     | 1 422              |

### 1973-1975
Entre 1973 et 1975, le canton compte 5 communes.
| Nom                | Code Insee | Intercommunalité  | Superficie (km2) | Population (dernière pop. légale) | Densité (hab./km2) |
| ------------------ | ---------- | ----------------- | ---------------- | --------------------------------- | ------------------ |
| Liévin (chef-lieu) | 62510      | CA de Lens-Liévin | 12,83            | 31 590 (2014)                     | 2 462              |
| Angres             | 62032      | CA de Lens-Liévin | 4,82             | 4 202 (2014)                      | 872                |
| Éleu-dit-Leauwette | 62291      | CA de Lens-Liévin | 1,17             | 2 862 (2014)                      | 2 446              |
| Grenay             | 62386      | CA de Lens-Liévin | 3,22             | 6 906 (2014)                      | 2 145              |
| Mazingarbe         | 62563      | CA de Lens-Liévin | 10,29            | 7 856 (2014)                      | 763                |

### 1982-1991
Entre 1973 et 1975, le canton compte 3 communes
| Nom                | Code Insee | Intercommunalité  | Superficie (km2) | Population (dernière pop. légale) | Densité (hab./km2) |
| ------------------ | ---------- | ----------------- | ---------------- | --------------------------------- | ------------------ |
| Liévin (chef-lieu) | 62510      | CA de Lens-Liévin | 12,83            | 31 590 (2014)                     | 2 462              |
| Grenay             | 62386      | CA de Lens-Liévin | 3,22             | 6 906 (2014)                      | 2 145              |
| Mazingarbe         | 62563      | CA de Lens-Liévin | 10,29            | 7 856 (2014)                      | 763                |

### 1991-2015
Entre 1991 et 2015, le canton compte 2 communes.
| Nom                | Code Insee | Intercommunalité  | Superficie (km2) | Population (dernière pop. légale) | Densité (hab./km2) |
| ------------------ | ---------- | ----------------- | ---------------- | --------------------------------- | ------------------ |
| Liévin (chef-lieu) | 62510      | CA de Lens-Liévin | 12,83            | 31 590 (2014)                     | 2 462              |
| Grenay             | 62386      | CA de Lens-Liévin | 3,22             | 6 906 (2014)                      | 2 145              |

## Démographie
| 1982 | 1990   | 1999   | 2006   | 2011   | 2012   |
| ---- | ------ | ------ | ------ | ------ | ------ |
| -    | 21 719 | 21 622 | 21 216 | 21 046 | 21 045 |